# ماریانا اسلوتسکایا
ماریانا اسلوتسکایا (بلاروسی: Марына Уладзіміраўна Слуцкая؛ زادهٔ ۹ ژوئیهٔ ۱۹۹۱) جودوکار زن اهل بلاروس است.